# Kreuzlingen (Schiff, 1956)
Die Kreuzlingen ist ein ehemaliges Fahrgastschiff der Schweizerischen Schifffahrtsgesellschaft Untersee und Rhein (URh). Die Kreuzlingen ist das Schwesterschiff der Stein am Rhein und wie diese in Schaffhausen beheimatet. 2000 wurde das Schiff ausgemustert.

## Geschichte
Um dem gestiegenen Verkehrsaufkommen nach dem Zweiten Weltkrieg zu genügen, wurden bei der Bodan-Werft zwei neue Motorschiffe bestellt. Sie basierten auf dem Entwurf des 1952 für die Deutsche Bundesbahn erbauten Motorschiffs Friedrichshafen. Das erste der beiden Schiffe wurde im September 1955 auf Kiel gelegt und 1956 abgeliefert. Am 18. Juli 1956 wurde es als Kreuzlingen in Dienst gestellt. Im Jahr 1957 folgte die Stein am Rhein. Mit der Kreuzlingen erhielt zum ersten Mal ein Schiff der URh den Namen einer ausserhalb der Unterseeregion liegenden Örtlichkeit. Kreuzlingen ist Endstation der von Schaffhausen ausgehenden Linie der URh.
Die Kreuzlingen wurde für Kursfahrten auf dem Hochrhein und dem Untersee eingesetzt.
Nach der Indienststellung der Arenenberg im Jahr 1983 gingen die Fahrleistungen des inzwischen sanierungsbedürftigen Schiffs aus den 1950er Jahren spürbar zurück. Die Raumaufteilung entsprach nicht mehr den Erwartungen der Passagiere.
Am Ende der Sommersaison 2000 wurde das Schiff aus Kostengründen ausser Dienst gestellt und 2001 an die «Electronic Print Handels AG» in Diessenhofen verkauft. Den Verkaufserlös benutzte die Reederei für die umfassende Überholung der Stein am Rhein im Jahr 2000. Die Käuferin gestaltete die Kreuzlingen in eine schwimmende Tagungsstätte um. Die Innenräume wurden saniert, das Inventar durch Clubsessel ersetzt und anstelle der Schiffskasse eine Küche eingebaut. Die Kapazität verringerte sich dadurch auf 60 Personen.
Das Tagungsschiff wurde an ein Ehepaar verkauft, welches seit 2021 die Kreuzlingen in Ermatingen als Restaurantschiff erMarina betreibt und auch Ausfahrten anbietet. Die Kapazität wurde auf 200 Gäste erhöht.

### Zwischenfälle
Am 26. August 1984 strandete das Schiff bei Radolfzell. Nachdem die Passagiere auf die Thurgau umgestiegen waren, konnte die Kreuzlingen wieder flott gemacht werden.
Im Winter 1988 entstand durch einen Brand auf einer neben dem Schiff liegenden Jacht grosser Schaden.

## Technische Details
Das Schiff wird von einem Sulzer-Sechszylinder-Zweitakt-Dieselmotor des Typs 6 TW 24 mit einer Leistung von 450 PS angetrieben. Wie bei allen grösseren URh-Schiffen lassen sich das Dach des Steuerhauses und das Sonnendach absenken, um bei Hochwasser die Durchfahrt unter den Rheinbrücken Diessenhofen, Stein am Rhein und Konstanz zu gewährleisten.
Die Raumaufteilung des Zweisalonschiffs entsprach den Vorkriegs-Motorschiffen Arenenberg und Munot.